# Drávucz Rita
Drávucz Rita (Szolnok, 1980. április 14. –) világ- és Európa-bajnok magyar vízilabdázónő. Háromszor szerepelt nyári olimpián, a 2004. évben 6. helyen, a 2008. évben 4. helyen, a 2012.évben 4. helyen, mindhárom alkalommal pontszerző helyen végzett a csapatával.
Tizennégy éves koráig versenyszerűen úszott, a szolnoki Mátyás Király Általános Iskolában tanult. Ezt követően Szolnokon kezdett vízilabdázni, a Széchenyi István Gimnáziumban folytatta tanulmányait. Egy év múlva Kecskemétre igazolt, itt mutatkozott be az első osztályban, ahol ötödikek lettek.
1996-ban már a junior Európa-bajnokságon harmadik volt. Ebben az évben Szentesre igazolt a bajnoki címvédőhöz. 1997-ben magyar bajnokságot nyert. A junior világbajnokságon negyedik volt. Első felnőtt válogatott világversenyéről, a sevillai Eb-ről ötödik helyezéssel tértek haza.
1998-ban megvédte bajnoki címét a Szentessel. A csapat a Bajnokok Európa Kupájában negyedik volt. A junior válogatottal aranyérmet nyert az Európa-bajnokságon. A felnőtt válogatott játékosaként hetedik helyezést ért el a világbajnokságon. 1999-ben ismét magyar bajnok lett, és junior vb-n bronzérmes. A felnőttek között negyedik volt a világkupában és az Európa-bajnokságon Pratóban.
2000-ben magyar bajnok és magyar kupa-győztes, a BEK-ben a III. helyet szerezték meg. A válogatott harmadik lett az olimpiai selejtezőn, ám ezzel lemaradt az ötkarikás szerepléstől. Az új szezont az olasz Lerici csapatában kezdte meg.
2001-ben a budapesti Európa-bajnokságon arany-, a világbajnokságon ezüstérmes volt csapatával, a hazai nagyközönség itt ismerte meg jobban a női vízilabdát.
A következő szezont a szintén olasz, többszörös bajnok Orizzonte Cataniánál kezdte meg. Új csapatával 2002-ben BEK-győztes és olasz bajnok, valamint a bajnokság gólkirálynője lett. Az év végén a válogatottal megnyerte a világkupát. 2003-ban ismét olasz bajnokságot nyert, és a legtöbb gólt szerezte a bajnokságban. Klubjával a BEK-ben negyedikek voltak. A Szlovéniában megrendezett Európa-bajnokságon második, a barcelonai vb-n ötödik lett a válogatottal.
2004-ben újra olasz bajnok és BEK-győztes volt. Magyarország színeiben a világligában második, az olimpián hatodik lett. Az olimpia után a Fiorentinához szerződött. Új klubjával második a bajnokságban, és ismét gólkirálynő lett.
2005. évi világbajnokságon aranyérmet nyertek a csapattal, és beválasztották az All star csapatba. A világligában negyedikek lettek.
2006-ban második lett az olasz bajnokságban, a LEN-kupában negyedik helyen végeztek. A belgrádi Európa-bajnokságon harmadik, a világkupán ötödik lett. 2007-ben a Fiorentina Waterpolo csapatával olasz bajnok és gólkirálynő volt. Megválasztották a bajnokság legjobb idegenlégiósának. Februárban egy otthoni balesetben eltörte a kezét, emiatt kimaradt a melbourne-i vb-csapatból. Hetekkel később klubjával Firenzében megnyerte a BEK-et, egyben a döntő legeredményesebb góllövője lett. Novemberben az európai szuperkupát is megnyerte klubjával.
2008-ban a válogatottal kivívta az olimpiai indulás jogát. A Fiorentinával második volt az olasz bajnokságban. Ismét elnyerte a gólkirálynői címet. A BEK-ben bronzérmet szereztek. Az Európa-bajnokságon bronzérmes, az olimpián negyedik volt a válogatottal, a bronzcsatát elvesztették. 2009-ben ismét második lett az olaszországi bajnokságban. A világbajnokságon hetedik lett.
2010-ben második helyen végzett az olasz bajnokságban. A válogatottal az Eb-n ötödik, a világkupában és a világligán hatodik volt. Júniusban az Universitas Szegedhez igazolt. Új csapatával a magyar kupában második, a bajnokságban negyedik volt. A bajnokság góllövőlistáján harmadik lett. A világbajnokságon 2011-ben kilencedik volt.
A 2011–2012-es szezonban az olasz Pro Reccóhoz igazolt. Klubjában a bajnokságban nem, csak a nemzetközi mérkőzéseken szerepelt. A BEK-et megnyerték, így háromszoros BEK-győztes. A 2012-es női vízilabda-Európa-bajnokságon bronzérmet szerzett. Az olimpiai selejtezőn a válogatottal kivívta az olimpiai indulás lehetőségét. Az olimpián negyedik helyezést értek el.
Az olimpia után sérülés, majd gyermekvállalás miatt hosszabb időre felhagyott a vízilabdázással. A MOB sportigazgatóságán dolgozott. Ezt követően az Emberi Erőforrások Minisztériuma sportért felelős államtitkárságának munkatársa volt.
2017-ben visszatért az OB I/B-s III. Kerületi TVE színeiben, amellyel az első osztályba is feljutottak. 2017-ben a budapesti masters vizes világbajnokságon első helyezést érte el csapatával a 30+ kategóriában.
2018 májusától újra a MOB sportigazgatóságának munkatársaként dolgozott.
Jelenleg is a sportban tevékenykedik, a II. kerület sportjáért dolgozik, valamint a MOB Nők a Sportban Bizottságának tagja. A bizottságot javaslatára Esélyegyenlőségi Bizottságra nevezték át.
Kislánya Charcot–Marie–Tooth-rendellenességgel született, amely motiválta, hogy létrehozza a WonderFlora & CMT Alapítványt. Rendszeresen olyan ügyek mellé áll, mint a fogyatékossággal élő emberek társadalmi integrációja, az akadálymentesítés, a parasport népszerűsítése. Kislányával 2019-ben a Magyar Parasport Napjának nagykövetei voltak. 2021-ben a FODISZ elnökségi tagjának választották. 2022 óta a Szerencsejáték Zrt. "A játék összeköt" programjának jószolgálati nagykövete. A program célja olyan akadálymentes befogadó játszóterek létrehozása, ahol a gyermekek megismerhetik egymás különbözőségeit és a fogyatékossággal élők iránt nyitott, érzékeny felnőttekké válhatnak.

## Díjai, elismerései
- Az év ifjúsági sportolója (1996)
- Kiváló Ifjúsági Sportoló díj (1997)
- Az év csapata szavazáson harmadik női vízilabda-válogatott tagja (2001)
- Kővári Tamás-díj (2002), Szolnok legmagasabb sportolói elismerése
- Olasz bajnokság gólkirálynője (2002, 2003, 2005, 2007, 2008)
- Magyar Köztársasági Bronz Érdemkereszt (2004)
- Világbajnokság All Star csapatának tagja (2005)
- Az év csapata szavazáson második női vízilabda-válogatott tagja (2005)
- BEK-döntő gólkirálynője (2007)
- Év legjobb külföldi női vízilabdázója Olaszországban (2007)
- Magyar Köztársasági Ezüst Érdemkereszt (2008)
- Magyar Arany Érdemkereszt (2012)